# No Surrender 2010
No Surrender 2010 è stata la sesta edizione del pay-per-view prodotto dalla Total Nonstop Action Wrestling (TNA). L'evento ha avuto luogo il 5 settembre 2010 presso l'Impact Zone di Orlando in Florida.

## Risultati
| # | Match | Stipulazioni | Durata |
| - | --- | --- | ------ |
| 1 | The Motor City Machine Guns (Alex Shelley e Chris Sabin) (c) hanno sconfitto Generation Me (Max Buck e Jeremy Buck) (*) | Tag team match per i titoli TNA World Tag Team Championship                                                                                             | 12:50  |
| 2 | Douglas Williams (c) ha sconfitto Sabu                                                                                  | Single match per il titolo TNA X Division Championship                                                                                                  | 11:15  |
| 3 | Velvet Sky ha sconfitto Madison Rayne                                                                                   | Single match | 04:42  |
| 4 | Abyss ha sconfitto Rhino                                                                                                | Falls Count Anywhere match | 12:39  |
| 5 | Jeff Jarrett e Samoa Joe hanno sconfitto Sting e Kevin Nash per knockout tecnico                                        | Tag team match | 06:11  |
| 6 | A.J. Styles ha sconfitto Tommy Dreamer                                                                                  | "I Quit" match | 16:37  |
| 7 | Kurt Angle vs. Jeff Hardy termina in un no contest                                                                      | Semi-finale del torneo valido per il titolo TNA World Heavyweight Championship. Se Angle avesse perso sarebbe stato costretto a ritirarsi dal wrestling | 30:05  |
| 8 | Mr. Anderson ha sconfitto D'Angelo Dinero                                                                               | Semi-finale del torneo valido per il titolo TNA World Heavyweight Championship                                                                          | 17:34  |
|   | (c) = campione in carica al momento dell'inizio del match.                                                              | Generation Me sostituì London Brawling (Desmond Wolfe e Magnus che non poterono partecipare al match per "problemi personali".                          |        |